# Susanoo
Susanoo (須佐之男 (スサノオ), romanitzat com a Susano-o, Susanoo o Susanowo), també conegut com Takehaya Susanoo-no-Mikoto (建速須佐之男命) és, en el xintoisme, el déu del mar i de la tempesta. És el germà d'Amaterasu, deessa del Sol, i de Tsukiyomi, déu de la lluna.
La crònica japonesa Kojiki, del segle viii, i el Nihon Shoki, que inclou el registre més complet de la història del Japó, diuen que Susanoo va néixer del nas del seu pare Izanagi quan aquest es va banyar per purificar-se després d'un desgraciat incident al país dels morts on va anar per rescatar la seva parella Izanami. Susanoo va mostrar des de petit un caràcter fred i agressiu, però amb molta iniciativa. Quan el seu pare Izanagi va repartir el seu regne amb els fills, va donar a Amaterasu el sol i el cel, a Tsukuyomi la lluna i la nit, i Susanoo va rebre el llamp, la terra i el mar. Susanoo no volia aquesta part de l'imperi del seu pare i es va enfurismar. Sabia però que la ira del seu pare era molt perillosa i va esperar que Izanagi comencés el seu «descans diví» per a enfrontar-se amb la seva germana. L'enfrontament va tenir conseqüències, i va fer que el consell dels vuit-cents déus l'expulsés del cel.

## Lluita amb la seva germana
L'enfrontament de Susanoo amb la seva germana va consistir en un concurs de poder creador, per a evitar ferides. Es tractava de veure qui podia crear més divinitats a partir d'elements sagrats. Amaterasu va agafar l'espasa del seu germà, la va trencar en tres trossos, la va mastegar i van aparèixer tres deesses formosíssimes. Susanoo va agafar el rosari de fertilitat de la seva germana i amb ell va crear cinc déus molt agressius i es va proclamar vencedor. La seva germana va dir que com que el rosari era seu, ella era la guanyadora. Susanoo per ratificar els seus drets, va destruir la casa on vivia la seva germana i va esquarterar el cavall celestial que ella tenia repartint els trossos per tot l'habitatge. Amaterasu es va espantar molt quan va veure mort l'animal sagrat i es va amagar a la cova de Yamato Iwato, portant l'obscuritat al món. Susanoo va ser jutjat pel consell dels déus que el va culpar d'assassinar el cavall celestial, espantar la seva germana, provocant l'obscuritat eterna i d'haver mort una de les donzelles d'Amaterasu, que va morir d'una estella quan Susanoo va matar el cavall sagrat.

## La batalla amb la serp Yamata-no-Orochi
El déu, després de jutjat, va ser desterrat a Izumo, on va conèixer un home que li explicà que les seves set filles havien estat assassinades per la Yamata-no-Orochi, una serp gegantina amb vuit caps i vuit cues. De les filles n'havia sobreviscut una, Kushinada-hime. L'home va explicar al déu que la serp monstruosa aviat vindria a buscar la filla supervivent i Susanoo va decidir ajudar-lo. El déu va convertir la noia en una pinta que es va posar al seu cabell. Quan la serp va atacar, el déu ja havia construït vuit portes immenses i darrere de cada una va posar grans quantitats de sake. La serp va beure aquesta beguda alcohòlica i va quedar adormida. Susanoo va tallar amb l'espasa els caps i les cues del monstre, i a la cua que feia el número quatre va trobar una espasa magnífica, Kusanagi. Va agafar-la i la va oferir com a present a la seva germana que va sortir així de la cova. Susanoo va aconseguir així tornar a les mansions divines.